# Formule 1 in 1994

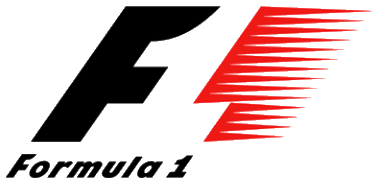
Formule 1 logo

Het Formule 1-seizoen 1994 was het 45e FIA Formula One World Championship seizoen. Het begon op 27 maart en eindigde op 13 november na zestien races.
Het seizoen werd overschaduwd door de zware ongevallen. Ayrton Senna en Roland Ratzenberger verongelukten dodelijk tijdens het raceweekend van de Grand Prix van San Marino op Imola. JJ Lehto crashte zwaar tijdens een testrit vlak voor de start van het seizoen. Daarnaast raakten Rubens Barrichello, Karl Wendlinger, Andrea Montermini en Pedro Lamy gedurende het seizoen zwaargewond bij ongelukken.
Ook stond het seizoen in teken van controverses. Het team van Benetton werd ervan verdacht illegale software, zoals tractiecontrole, te gebruiken. 
Michael Schumacher behaalde zijn eerste wereldtitel, mede door zijn concurrent Damon Hill van de baan te duwen in de laatste race van het seizoen in Adelaide.
Jos Verstappen debuteerde in de Formule 1 en behaalde twee podiumplaatsen.
Nigel Mansell maakte zijn wederoptreden bij Williams.
In 1994 werd het in 1984 ingevoerde verbod op bijtanken gedurende races afgeschaft. Teams mochten tijdens de race met de door de FIA geleverde tankinstallaties de auto's bijtanken. Hierdoor werden pitstops, die tot dan toe alleen bestonden uit bandenwissels, veel belangrijker voor het verloop van de race. De regelwijziging werd controversieel toen een huiveringwekkende steekvlam ontstond bij het bijtanken van de wagen van Jos Verstappen tijdens de Grand Prix van Duitsland.
Alle teams reden met banden van Goodyear.

## Kalender
| GP nr. | Ronde | Grand Prix              | Circuit                        | Plaats               | Datum        |
| ------ | ----- | ----------------------- | ------------------------------ | -------------------- | ------------ |
| 549    | 1     | GP van Brazilië         | Autódromo José Carlos Pace     | São Paulo            | 27 maart     |
| 550    | 2     | GP van de Pacific       | TI Circuit Aida                | Mimasaka             | 17 april     |
| 551    | 3     | GP van San Marino       | Autodromo Enzo e Dino Ferrari  | Imola                | 1 mei        |
| 552    | 4     | GP van Monaco           | Circuit de Monaco              | Monte Carlo          | 15 mei       |
| 553    | 5     | GP van Spanje           | Circuit de Barcelona-Catalunya | Montmeló             | 29 mei       |
| 554    | 6     | GP van Canada           | Circuit Gilles Villeneuve      | Montreal (Quebec)    | 12 juni      |
| 555    | 7     | GP van Frankrijk        | Circuit de Nevers Magny-Cours  | Magny-Cours          | 3 juli       |
| 556    | 8     | GP van Groot-Brittannië | Silverstone Circuit            | Silverstone          | 10 juli      |
| 557    | 9     | GP van Duitsland        | Hockenheimring                 | Hockenheim           | 31 juli      |
| 558    | 10    | GP van Hongarije        | Hungaroring                    | Mogyoród             | 14 augustus  |
| 559    | 11    | GP van België           | Circuit de Spa-Francorchamps   | Stavelot             | 28 augustus  |
| 560    | 12    | GP van Italië           | Autodromo Nazionale Monza      | Monza                | 11 september |
| 561    | 13    | GP van Portugal         | Autódromo do Estoril           | Estoril              | 25 september |
| 562    | 14    | GP van Europa           | Circuito Permanente de Jerez   | Jerez de la Frontera | 16 oktober   |
| 563    | 15    | GP van Japan            | Circuit Suzuka                 | Suzuka               | 6 november   |
| 564    | 16    | GP van Australië        | Stratencircuit van Adelaide    | Adelaide             | 13 november  |

### Afgelast
- De Grand Prix van Europa te houden op het Donington Park in Groot-Brittannië werd afgelast en vervangen door de Grand Prix van de Pacific.[1] Later kwam de Grand Prix van Europa toch op de kalender maar werd verreden op het circuit van Jerez in Spanje in de plaats van de afgelaste Grand Prix van Argentinië.[2]
- De Grand Prix van Argentinië, werd op 1 juni 1994 afgelast omdat duidelijk werd dat de werkzaamheden om het circuit te moderniseren niet op tijd klaar konden zijn.[2]

| Ronde | Grand Prix         | Circuit                        | Plaats           | Originele datum |
| ----- | ------------------ | ------------------------------ | ---------------- | --------------- |
| 1     | GP van Zuid-Afrika | Kyalami Grand Prix Circuit     | Midrand          | 13 maart        |
| 2     | GP van Europa      | Donington Park                 | Castle Donington | 17 april        |
| 15    | GP van Argentinië  | Autódromo Oscar Alfredo Gálvez | Buenos Aires     | 16 oktober      |

## Resultaten en klassement

### Grands Prix
| Ronde | Grand Prix              | Poleposition       | Snelste ronde      | Winnende coureur   | Winnende constructeur | Verslag |
| ----- | ----------------------- | ------------------ | ------------------ | ------------------ | --------------------- | ------- |
| 1     | GP van Brazilië         | Ayrton Senna       | Michael Schumacher | Michael Schumacher | Benetton-Ford         | Verslag |
| 2     | GP van de Pacific       | Ayrton Senna       | Michael Schumacher | Michael Schumacher | Benetton-Ford         | Verslag |
| 3     | GP van San Marino       | Ayrton Senna       | Damon Hill         | Michael Schumacher | Benetton-Ford         | Verslag |
| 4     | GP van Monaco           | Michael Schumacher | Michael Schumacher | Michael Schumacher | Benetton-Ford         | Verslag |
| 5     | GP van Spanje           | Michael Schumacher | Michael Schumacher | Damon Hill         | Williams-Renault      | Verslag |
| 6     | GP van Canada           | Michael Schumacher | Michael Schumacher | Michael Schumacher | Benetton-Ford         | Verslag |
| 7     | GP van Frankrijk        | Damon Hill         | Damon Hill         | Michael Schumacher | Benetton-Ford         | Verslag |
| 8     | GP van Groot-Brittannië | Damon Hill         | Damon Hill         | Damon Hill         | Williams-Renault      | Verslag |
| 9     | GP van Duitsland        | Gerhard Berger     | David Coulthard    | Gerhard Berger     | Ferrari               | Verslag |
| 10    | GP van Hongarije        | Michael Schumacher | Michael Schumacher | Michael Schumacher | Benetton-Ford         | Verslag |
| 11    | GP van België           | Rubens Barrichello | Damon Hill         | Damon Hill         | Williams-Renault      | Verslag |
| 12    | GP van Italië           | Jean Alesi         | Damon Hill         | Damon Hill         | Williams-Renault      | Verslag |
| 13    | GP van Portugal         | Gerhard Berger     | David Coulthard    | Damon Hill         | Williams-Renault      | Verslag |
| 14    | GP van Europa           | Michael Schumacher | Michael Schumacher | Michael Schumacher | Benetton-Ford         | Verslag |
| 15    | GP van Japan            | Michael Schumacher | Damon Hill         | Damon Hill         | Williams-Renault      | Verslag |
| 16    | GP van Australië        | Nigel Mansell      | Michael Schumacher | Nigel Mansell      | Williams-Renault      | Verslag |

### Puntentelling
Punten worden toegekend aan de top zes geklasseerde coureurs. 
| Positie | 01e0 | 02e0 | 03e0 | 04e0 | 05e0 | 06e0 |
| Punten  | 10   | 6    | 4    | 3    | 2    | 1    |

### Klassement bij de coureurs
| Pos. | Nr.                       | Coureur                | Grands Prix | Grands Prix | Grands Prix | Grands Prix | Grands Prix | Grands Prix | Grands Prix | Grands Prix | Grands Prix | Grands Prix | Grands Prix | Grands Prix | Grands Prix | Grands Prix | Grands Prix | Grands Prix | Punten |
| Pos. | Nr.                       | Coureur                | BRA         | PAC         | SMR         | MON         | SPA         | CAN         | FRA         | GBR         | DUI         | HON         | BEL         | ITA         | POR         | EUR         | JPN         | AUS         | Punten |
| ---- | ------------------------- | ---------------------- | ----------- | ----------- | ----------- | ----------- | ----------- | ----------- | ----------- | ----------- | ----------- | ----------- | ----------- | ----------- | ----------- | ----------- | ----------- | ----------- | ------ |
| 1    | 5                         | Michael Schumacher     | 1S          | 1S          | 1           | 1PS0        | 2PS0        | 1PS0        | 1           | DSQ         | DNF         | 1PS0        | DSQ         |             |             | 1PS0        | 2P          | DNFS        | 92     |
| 2    | 0                         | Damon Hill             | 2           | DNF         | 6S          | DNF         | 1           | 2           | 2PS0        | 1PS0        | 8           | 2           | 1S          | 1S          | 1           | 2           | 1S          | DNF         | 91     |
| 3    | 28                        | Gerhard Berger         | DNF         | 2           | DNF         | 3           | DNF         | 4           | 3           | DNF         | 1P          | 12†         | DNF         | 2           | DNFP        | 5           | DNF         | 2           | 41     |
| 4    | 7                         | Mika Häkkinen          | DNF         | DNF         | 3           | DNF         | DNF         | DNF         | DNF         | 3           | DNF         |             | 2           | 3           | 3           | 3           | 7           | 12†         | 26     |
| 5    | 27                        | Jean Alesi             | 3           |             |             | 5           | 4           | 3           | DNF         | 2           | DNF         | DNF         | DNF         | DNFP        | DNF         | 10          | 3           | 6           | 24     |
| 6    | 14                        | Rubens Barrichello     | 4           | 3           | DNQ         | DNF         | DNF         | 7           | DNF         | 4           | DNF         | DNF         | DNFP        | 4           | 4           | 12          | DNF         | 4           | 19     |
| 7    | 8                         | Martin Brundle         | DNF         | DNF         | 8           | 2           | 11†         | DNF         | DNF         | DNF         | DNF         | 4†          | DNF         | 5           | 6           | DNF         | DNF         | 3           | 16     |
| 8    | 2                         | David Coulthard        |             |             |             |             | DNF         | 5           |             | 5           | DNFS        | DNF         | 4           | 6†          | 2S          |             |             |             | 14     |
| 9    | 2                         | Nigel Mansell          |             |             |             |             |             |             | DNF         |             |             |             |             |             |             | DNF         | 4           | 1P          | 13     |
| 10   | 6                         | Jos Verstappen         | DNF         | DNF         |             |             |             |             | DNF         | 8           | DNF         | 3           | 3           | DNF         | 5           | DNF         |             |             | 10     |
| 11   | 26                        | Olivier Panis          | 11          | 9           | 11          | 9           | 7           | 12          | DNF         | 12          | 2           | 6           | 7           | 10          | DSQ         | 9           | 11          | 5           | 9      |
| 12   | 4                         | Mark Blundell          | DNF         | DNF         | 9           | DNF         | 3           | 10†         | 10          | DNF         | DNF         | 5           | 5           | DNF         | DNF         | 13          | DNF         | DNF         | 8      |
| 13   | 30                        | Heinz-Harald Frentzen  | DNF         | 5           | 7           | WD          | DNF         | DNF         | 4           | 7           | DNF         | DNF         | DNF         | DNF         | DNF         | 6           | 6           | 7           | 7      |
| 14   | 27                        | Nicola Larini          |             | DNF         | 2           |             |             |             |             |             |             |             |             |             |             |             |             |             | 6      |
| 15   | 9                         | Christian Fittipaldi   | DNF         | 4           | 13†         | DNF         | DNF         | DSQ         | 8           | 9           | 4           | 14†         | DNF         | DNF         | 8           | 17          | 8           | 8           | 6      |
| 16   | 15                        | Eddie Irvine           | DNF         |             |             |             | 6           | DNF         | DNF         | DNS         | DNF         | DNF         | 13†         | DNF         | 7           | 4           | 5           | DNF         | 6      |
| 17   | 3                         | Ukyo Katayama          | 5           | DNF         | 5           | DNF         | DNF         | DNF         | DNF         | 6           | DNF         | DNF         | DNF         | DNF         | DNF         | 7           | DNF         | DNF         | 5      |
| 18   | 25 (13x) 11 (1x)          | Éric Bernard           | DNF         | 10          | 12          | DNF         | 8           | 13          | DNF         | 13          | 3           | 10          | 10          | 7           | 10          | 18          |             |             | 4      |
| 19   | 29                        | Karl Wendlinger        | 6           | DNF         | 4           | DNS         |             |             |             |             |             |             |             |             |             |             |             |             | 4      |
| 20   | 15 (2x) 29 (9x)           | Andrea de Cesaris      |             |             | DNF         | 4           |             | DNF         | 6           | DNF         | DNF         | DNF         | DNF         | DNF         | DNF         | DNF         |             |             | 4      |
| 21   | 23                        | Pierluigi Martini      | 8           | DNF         | DNF         | DNF         | 5           | 9           | 5           | 10          | DNF         | DNF         | 8           | DNF         | 12          | 15          | DNF         | 9           | 4      |
| 22   | 10                        | Gianni Morbidelli      | DNF         | DNF         | DNF         | DNF         | DNF         | DNF         | DNF         | DNF         | 5           | DNF         | 6           | DNF         | 9           | 11          | DNF         | DNF         | 3      |
| 23   | 20                        | Érik Comas             | 9           | 6           | DNF         | 10          | DNF         | DNF         | 11†         | DNF         | 6           | 8           | DNF         | 8           | DNF         | DNF         | 9           |             | 2      |
| 24   | 6 (4x)/ 5 (2x) 29 (2x)    | JJ Lehto               |             |             | DNF         | 7           | DNF         | 6           |             |             |             |             |             | 9           | DNF         |             | DNF         | 10          | 1      |
| 25   | 24                        | Michele Alboreto       | DNF         | DNF         | DNF         | 6           | DNF         | 11          | DNF         | DNF         | DNF         | 7           | 9           | DNF         | 13          | 14          | DNF         | DNF         | 1      |
| 26   | 12 (13x)/ 25 (1x)/ 6 (2x) | Johnny Herbert         | 7           | 7           | 10          | DNF         | DNF         | 8           | 7           | 11          | DNF         | DNF         | 12          | DNF         | 11          | 8           | DNF         | DNF         | 0      |
| 27   | 19                        | Olivier Beretta        | DNF         | DNF         | DNF         | 8           | DNS         | DNF         | DNF         | 14          | 7           | 9           |             |             |             |             |             |             | 0      |
| 28   | 11                        | Pedro Lamy             | 10          | 8           | DNF         | 11          |             |             |             |             |             |             |             |             |             |             |             |             | 0      |
| 29   | 32                        | Jean-Marc Gounon       |             |             |             |             |             |             | 9           | 16          | DNF         | DNF         | 11          | DNF         | 15          |             |             |             | 0      |
| 30   | 11 (7x) 12 (3x)           | Alessandro Zanardi     |             |             |             |             | 9           | 15          | DNF         | DNF         | DNF         | 13          |             | DNF         |             | 16          | 13          | DNF         | 0      |
| 31   | 31                        | David Brabham          | 12          | DNF         | DNF         | DNF         | 10          | 14          | DNF         | 15          | DNF         | 11          | DNF         | DNF         | DNF         | DNF         | 12          | DNF         | 0      |
| 32   | 11                        | Mika Salo              |             |             |             |             |             |             |             |             |             |             |             |             |             |             | 10          | DNF         | 0      |
| 33   | 32                        | Roland Ratzenberger    | DNQ         | 11          | DNS         |             |             |             |             |             |             |             |             |             |             |             |             |             | 0      |
| 34   | 25                        | Franck Lagorce         |             |             |             |             |             |             |             |             |             |             |             |             |             |             | DNF         | 11          | 0      |
| 35   | 19                        | Yannick Dalmas         |             |             |             |             |             |             |             |             |             |             |             | DNF         | 14          |             |             |             | 0      |
| 36   | 11                        | Philippe Adams         |             |             |             |             |             |             |             |             |             |             | DNF         |             | 16          |             |             |             | 0      |
| 37   | 32                        | Domenico Schiattarella |             |             |             |             |             |             |             |             |             |             |             |             |             | 19          |             | DNF         | 0      |
| −    | 34                        | Bertrand Gachot        | DNF         | DNQ         | DNF         | DNF         | DNF         | DNF         | DNQ         | DNQ         | DNQ         | DNQ         | DNQ         | DNQ         | DNQ         | DNQ         | DNQ         | DNQ         | 0      |
| −    | 2                         | Ayrton Senna           | DNFP        | DNFP        | DNFP        |             |             |             |             |             |             |             |             |             |             |             |             |             | 0      |
| −    | 19                        | Hideki Noda            |             |             |             |             |             |             |             |             |             |             |             |             |             | DNF         | DNF         | DNF         | 0      |
| −    | 33                        | Paul Belmondo          | DNQ         | DNQ         | DNQ         | DNF         | DNF         | DNQ         | DNQ         | DNQ         | DNQ         | DNQ         | DNQ         | DNQ         | DNQ         | DNQ         | DNQ         | DNQ         | 0      |
| −    | 7 (1x) 19 (1x)            | Philippe Alliot        |             |             |             |             |             |             |             |             |             | DNF         | DNF         |             |             |             |             |             | 0      |
| −    | 15                        | Aguri Suzuki           |             | DNF         |             |             |             |             |             |             |             |             |             |             |             |             |             |             | 0      |
| −    | 32                        | Taki Inoue             |             |             |             |             |             |             |             |             |             |             |             |             |             |             | DNF         |             | 0      |
| −    | 20                        | Jean-Denis Délétraz    |             |             |             |             |             |             |             |             |             |             |             |             |             |             |             | DNF         | 0      |
| −    | 32                        | Andrea Montermini      |             |             |             |             | DNQ         |             |             |             |             |             |             |             |             |             |             |             | 0      |
| Pos. | Nr.                       | Coureur                | BRA         | PAC         | SMR         | MON         | SPA         | CAN         | FRA         | GBR         | DUI         | HON         | BEL         | ITA         | POR         | EUR         | JPN         | AUS         | Punten |
| Pos. | Nr.                       | Coureur                | Grands Prix |             |             |             |             |             |             |             |             |             |             |             |             |             |             |             | Punten |

| Resultaat                       |
| ------------------------------- |
| Winnaar                         |
| Tweede plaats                   |
| Derde plaats                    |
| Gefinisht (punten behaald)      |
| Gefinisht (geen punten behaald) |
| Niet geklasseerd (NC)           |
| Uitgevallen (DNF)               |
| Niet gekwalificeerd (DNQ)       |
| Gediskwalificeerd (DSQ)         |
| Niet gestart (DNS)              |
| Gewond (INJ)                    |
| Uitgesloten (EX)                |
| Teruggetrokken (WD)             |
| Niet deelgenomen (blanco cel)   |
| P Pole position                 |
| S Snelste ronde                 |

† — Coureur is niet gefinisht in de GP, maar heeft wel 90% van de raceafstand afgelegd, waardoor hij als geklasseerd genoteerd staat.

### Klassement bij de constructeurs
| Pos. | Constructeur      | Nr. | Grands Prix | Grands Prix | Grands Prix | Grands Prix | Grands Prix | Grands Prix | Grands Prix | Grands Prix | Grands Prix | Grands Prix | Grands Prix | Grands Prix | Grands Prix | Grands Prix | Grands Prix | Grands Prix | Punten |
| Pos. | Constructeur      | Nr. | BRA         | PAC         | SMR         | MON         | SPA         | CAN         | FRA         | GBR         | DUI         | HON         | BEL         | ITA         | POR         | EUR         | JPN         | AUS         | Punten |
| ---- | ----------------- | --- | ----------- | ----------- | ----------- | ----------- | ----------- | ----------- | ----------- | ----------- | ----------- | ----------- | ----------- | ----------- | ----------- | ----------- | ----------- | ----------- | ------ |
| 1    | Williams-Renault  | 0   | 2           | DNF         | 6S          | DNF         | 1           | 2           | 2PS0        | 1PS0        | 8           | 2           | 1S          | 1S          | 1           | 2           | 1S          | DNF         | 118    |
| 1    | Williams-Renault  | 2   | DNFP        | DNFP        | DNFP        |             | DNF         | 5           | DNF         | 5           | DNFS        | DNF         | 4           | 6†          | 2S          | DNF         | 4           | 1P          | 118    |
| 2    | Benetton-Ford     | 5   | 1S          | 1S          | 1           | 1PS0        | 2PS0        | 1PS0        | 1           | DSQ         | DNF         | 1PS0        | DSQ         | 9           | DNF         | 1PS0        | 2P          | DNFS        | 103    |
| 2    | Benetton-Ford     | 6   | DNF         | DNF         | DNF         | 7           | DNF         | 6           | DNF         | 8           | DNF         | 3           | 3           | DNF         | 5           | DNF         | DNF         | DNF         | 103    |
| 3    | Ferrari           | 27  | 3           | DNF         | 2           | 5           | 4           | 3           | DNF         | 2           | DNF         | DNF         | DNF         | DNFP        | DNF         | 10          | 3           | 6           | 71     |
| 3    | Ferrari           | 28  | DNF         | 2           | DNF         | 3           | DNF         | 4           | 3           | DNF         | 1P          | 12†         | DNF         | 2           | DNFP        | 5           | DNF         | 2           | 71     |
| 4    | McLaren-Peugeot   | 7   | DNF         | DNF         | 3           | DNF         | DNF         | DNF         | DNF         | 3           | DNF         | DNF         | 2           | 3           | 3           | 3           | 7           | 12†         | 42     |
| 4    | McLaren-Peugeot   | 8   | DNF         | DNF         | 8           | 2           | 11†         | DNF         | DNF         | DNF         | DNF         | 4†          | DNF         | 5           | 6           | DNF         | DNF         | 3           | 42     |
| 5    | Jordan-Hart       | 14  | 4           | 3           | DNQ         | DNF         | DNF         | 7           | DNF         | 4           | DNF         | DNF         | DNFP        | 4           | 4           | 12          | DNF         | 4           | 28     |
| 5    | Jordan-Hart       | 15  | DNF         | DNF         | DNF         | 4           | 6           | DNF         | DNF         | DNS         | DNF         | DNF         | 13†         | DNF         | 7           | 4           | 5           | DNF         | 28     |
| 6    | Tyrrell-Yamaha    | 3   | 5           | DNF         | 5           | DNF         | DNF         | DNF         | DNF         | 6           | DNF         | DNF         | DNF         | DNF         | DNF         | 7           | DNF         | DNF         | 13     |
| 6    | Tyrrell-Yamaha    | 4   | DNF         | DNF         | 9           | DNF         | 3           | 10†         | 10          | DNF         | DNF         | 5           | 5           | DNF         | DNF         | 13          | DNF         | DNF         | 13     |
| 7    | Ligier-Renault    | 25  | DNF         | 10          | 12          | DNF         | 8           | 13          | DNF         | 13          | 3           | 10          | 10          | 7           | 10          | 8           | DNF         | 11          | 13     |
| 7    | Ligier-Renault    | 26  | 11          | 9           | 11          | 9           | 7           | 12          | DNF         | 12          | 2           | 6           | 7           | 10          | DSQ         | 9           | 11          | 5           | 13     |
| 8    | Sauber-Mercedes   | 29  | 6           | DNF         | 4           | DNS         |             | DNF         | 6           | DNF         | DNF         | DNF         | DNF         | DNF         | DNF         | DNF         | DNF         | 10          | 12     |
| 8    | Sauber-Mercedes   | 30  | DNF         | 5           | 7           | WD          | DNF         | DNF         | 4           | 7           | DNF         | DNF         | DNF         | DNF         | DNF         | 6           | 6           | 7           | 12     |
| 9    | Footwork-Ford     | 9   | DNF         | 4           | 13†         | DNF         | DNF         | DSQ         | 8           | 9           | 4           | 14†         | DNF         | DNF         | 8           | 17          | 8           | 8           | 9      |
| 9    | Footwork-Ford     | 10  | DNF         | DNF         | DNF         | DNF         | DNF         | DNF         | DNF         | DNF         | 5           | DNF         | 6           | DNF         | 9           | 11          | DNF         | DNF         | 9      |
| 10   | Minardi-Ford      | 23  | 8           | DNF         | DNF         | DNF         | 5           | 9           | 5           | 10          | DNF         | DNF         | 8           | DNF         | 12          | 15          | DNF         | 9           | 5      |
| 10   | Minardi-Ford      | 24  | DNF         | DNF         | DNF         | 6           | DNF         | 11          | DNF         | DNF         | DNF         | 7           | 9           | DNF         | 13          | 14          | DNF         | DNF         | 5      |
| 11   | Larrousse-Ford    | 19  | DNF         | DNF         | DNF         | 8           | DNS         | DNF         | DNF         | 14          | 7           | 9           | DNF         | DNF         | 14          | DNF         | DNF         | DNF         | 2      |
| 11   | Larrousse-Ford    | 20  | 9           | 6           | DNF         | 10          | DNF         | DNF         | 11†         | DNF         | 6           | 8           | DNF         | 8           | DNF         | DNF         | 9           | DNF         | 2      |
| 12   | Lotus-Mugen-Honda | 11  | 10          | 8           | DNF         | 11          | 9           | 15          | DNF         | DNF         | DNF         | 13          | DNF         | DNF         | 16          | 18          | 10          | DNF         | 0      |
| 12   | Lotus-Mugen-Honda | 12  | 7           | 7           | 10          | DNF         | DNF         | 8           | 7           | 11          | DNF         | DNF         | 12          | DNF         | 11          | 16          | 13          | DNF         | 0      |
| 13   | Simtek-Ford       | 31  | 12          | DNF         | DNF         | DNF         | 10          | 14          | DNF         | 15          | DNF         | 11          | DNF         | DNF         | DNF         | DNF         | 12          | DNF         | 0      |
| 13   | Simtek-Ford       | 32  | DNQ         | 11          | DNS         |             | DNQ         | 9           | 16          | DNF         | DNF         | 11          | DNF         | 15          | 19          | DNF         | DNF         |             | 0      |
| −    | Pacific-Ilmor     | 33  | DNQ         | DNQ         | DNQ         | DNF         | DNF         | DNQ         | DNQ         | DNQ         | DNQ         | DNQ         | DNQ         | DNQ         | DNQ         | DNQ         | DNQ         | DNQ         | 0      |
| −    | Pacific-Ilmor     | 34  | DNF         | DNQ         | DNF         | DNF         | DNF         | DNF         | DNQ         | DNQ         | DNQ         | DNQ         | DNQ         | DNQ         | DNQ         | DNQ         | DNQ         | DNQ         | 0      |
| Pos. | Constructeur      | Nr. | BRA         | PAC         | SMR         | MON         | SPA         | CAN         | FRA         | GBR         | DUI         | HON         | BEL         | ITA         | POR         | EUR         | JPN         | AUS         | Punten |
| Pos. | Constructeur      | Nr. | Grands Prix |             |             |             |             |             |             |             |             |             |             |             |             |             |             |             | Punten |

| Resultaat                       |
| ------------------------------- |
| Winnaar                         |
| Tweede plaats                   |
| Derde plaats                    |
| Gefinisht (punten behaald)      |
| Gefinisht (geen punten behaald) |
| Niet geklasseerd (NC)           |
| Uitgevallen (DNF)               |
| Niet gekwalificeerd (DNQ)       |
| Gediskwalificeerd (DSQ)         |
| Niet gestart (DNS)              |
| Gewond (INJ)                    |
| Uitgesloten (EX)                |
| Teruggetrokken (WD)             |
| Niet deelgenomen (blanco cel)   |
| P Pole position                 |
| S Snelste ronde                 |

† — Coureur is niet gefinisht in de GP, maar heeft wel 90% van de race-afstand afgelegd, waardoor hij als geklasseerd genoteerd staat.
1950 · 1951 · 1952 · 1953 · 1954 · 1955 · 1956 · 1957 · 1958 · 1959 · 1960 · 1961 · 1962 · 1963 · 1964 · 1965 · 1966 · 1967 · 1968 · 1969 · 1970 · 1971 · 1972 · 1973 · 1974 · 1975 · 1976 · 1977 · 1978 · 1979 · 1980 · 1981 · 1982 · 1983 · 1984 · 1985 · 1986 · 1987 · 1988 · 1989 · 1990 · 1991 · 1992 · 1993 · 1994 · 1995 · 1996 · 1997 · 1998 · 1999 · 2000 · 2001 · 2002 · 2003 · 2004 · 2005 · 2006 · 2007 · 2008 · 2009 · 2010 · 2011 · 2012 · 2013 · 2014 · 2015 · 2016 · 2017 · 2018 · 2019 · 2020 · 2021 · 2022 · 2023 · 2024 · 2025 · 2026 
 Lijst van Formule 1 Grand Prix-wedstrijden